# Fatezj
Fatezj (russisk: Фате́ж; tr. Fatézj) er en by i den sydvestlige del af den europæiske del af Rusland. 
Fatezj ligger ved floden Usozha, en biflod til floden Svapa ca. 45 kilometer nord for byen Kursk. Byen fik bystatus i 1779 og har et indbyggertal på 4.592 (2024) indbyggere. Den er hovedby Fatezj rajon i Kursk oblast.